# Бродкорб, Пирс
Уильям Пирс Бродкорб — американский орнитолог и палеонтолог.
Птицами интересовался с детства. После школы получил возможность работать штатным техником в отделе орнитологии в Музее естественной истории имени Филда. В 1933 году поступил в Мичиганский университет, который окончил в 1936 году. Впоследствии стал помощником куратора отделения птиц в Мичиганском музее зоологии. В 1946 году стал профессором на кафедре зоологии Университета Флориды в Гейнсвилле. Эту должность он занимал до выхода на пенсию в 1989 году.
С 1950-х Бродкорб собрал огромную коллекцию ископаемых птиц с миоцена, плиоцена и плейстоцена Флориды, в которую вошли 12 500 скелетов из 129 семейств. Коллекция хранится в Музее естествознания Флориды, является частью университета Флориды. С 1963 по 1978 годы издал пятитомную монографию «Каталог ископаемых птиц» (Catalogue of Fossil Birds). В 1982 году стал почётным членом Флоридского орнитологического общества.
В честь учёного названо несколько видов и подвидов птиц: подвид совы Aegolius acadicus brodkorbi, подвид тирана Empidonax fulvifrons brodkorbi, вымерший вид гагаровых Gavia brodkorbi, ископаемый вид врановых птиц Henocitta brodkorbi, ископаемый вид пингвина Paraptenodytes brodkorbi, ископаемый вид птиц Foro panarium (латинское название вида имеет то же значение, что и немецкая фамилия Бродкорб), ископаемый род птиц Brodavis.